# ブロシュ島
ブロシュ島(ブロシュとう、ロシア語: Остров Брош)は北極海の一部であるバレンツ海に位置するロシア連邦領ゼムリャフランツァヨシファにある島である。1874年にオーストリア＝ハンガリー帝国の探検家、ユリウス・フォン・パイアーにより発見された 。